# Пиз (город, Миннесота)
Пиз (англ. Pease) — город в округе Мил-Лакс, штат Миннесота, США. На площади 1,1 км² (1,1 км² — суша, водоёмов нет), согласно переписи 2002 года, проживают 163 человека. Плотность населения составляет 145,3 чел./км².
- Телефонный код города — 320
- Почтовый индекс — 56363
- FIPS-код города — 27-50056[1]
- GNIS-идентификатор — 0649215[2]